# Shane Doan
Shane Albert Doan (10. října 1976) je bývalý kanadský profesionální hokejista. Celou kariéru strávil v týmu severoamerické NHL Arizona Coyotes, kde působil také jako kapitán. Kromě svého působení v NHL také získal 2 zlaté a 3 stříbrné medaile na mistrovství světa v ledním hokeji. V roce 2007 stál u světového titulu coby kapitán národního týmu.

## Ocenění
- 1995 - Stafford Smythe Memorial Trophy
- 1995 - Memorial Cup All-Star Team
- 2004 - NHL All-Star Game
- 2009 - NHL All-Star Game
- 2010 - King Clancy Memorial Trophy (Phoenix Coyotes)
- 2012 - Mark Messier Leadership Award

## Klubové statistiky
| Sezona     | Klub                | Soutěž     | Základní část | Základní část | Základní část | Základní část | Základní část | Play off | Play off | Play off | Play off | Play off |
| Sezona     | Klub                | Soutěž     | Z             | G             | A             | B             | TM            | Z        | G        | A        | B        | TM       |
| ---------- | ------------------- | ---------- | ------------- | ------------- | ------------- | ------------- | ------------- | -------- | -------- | -------- | -------- | -------- |
| 1992–93    | Kamloops Blazers    | WHL        | 51            | 7             | 12            | 19            | 55            | 13       | 0        | 1        | 1        | 8        |
| 1993–94    | Kamloops Blazers    | WHL        | 52            | 24            | 24            | 48            | 88            | —        | —        | —        | —        | —        |
| 1994–95    | Kamloops Blazers    | WHL        | 71            | 37            | 57            | 94            | 106           | 21       | 6        | 10       | 16       | 16       |
| 1995–96    | Winnipeg Jets       | NHL        | 74            | 7             | 10            | 17            | 101           | 6        | 0        | 0        | 0        | 6        |
| 1996–97    | Phoenix Coyotes     | NHL        | 63            | 4             | 8             | 12            | 49            | 4        | 0        | 0        | 0        | 2        |
| 1997–98    | Springfield Falcons | AHL        | 39            | 21            | 21            | 42            | 64            | —        | —        | —        | —        | —        |
| 1997–98    | Phoenix Coyotes     | NHL        | 33            | 5             | 6             | 11            | 35            | 6        | 1        | 0        | 1        | 6        |
| 1998–99    | Phoenix Coyotes     | NHL        | 79            | 6             | 16            | 22            | 54            | 7        | 2        | 2        | 4        | 6        |
| 1999–00    | Phoenix Coyotes     | NHL        | 81            | 26            | 25            | 51            | 66            | 4        | 1        | 2        | 3        | 8        |
| 2000–01    | Phoenix Coyotes     | NHL        | 76            | 26            | 37            | 63            | 89            | —        | —        | —        | —        | —        |
| 2001–02    | Phoenix Coyotes     | NHL        | 81            | 20            | 29            | 49            | 61            | 5        | 2        | 2        | 4        | 6        |
| 2002–03    | Phoenix Coyotes     | NHL        | 82            | 21            | 37            | 58            | 86            | —        | —        | —        | —        | —        |
| 2003–04    | Phoenix Coyotes     | NHL        | 79            | 27            | 41            | 68            | 47            | —        | —        | —        | —        | —        |
| 2005–06    | Phoenix Coyotes     | NHL        | 82            | 30            | 36            | 66            | 123           | —        | —        | —        | —        | —        |
| 2006–07    | Phoenix Coyotes     | NHL        | 73            | 27            | 28            | 55            | 73            | —        | —        | —        | —        | —        |
| 2007–08    | Phoenix Coyotes     | NHL        | 80            | 28            | 50            | 78            | 59            | —        | —        | —        | —        | —        |
| 2008–09    | Phoenix Coyotes     | NHL        | 82            | 31            | 42            | 73            | 72            | —        | —        | —        | —        | —        |
| 2009–10    | Phoenix Coyotes     | NHL        | 82            | 18            | 37            | 55            | 41            | 3        | 1        | 1        | 2        | 4        |
| 2010–11    | Phoenix Coyotes     | NHL        | 72            | 20            | 40            | 60            | 67            | 4        | 3        | 2        | 5        | 6        |
| 2011–12    | Phoenix Coyotes     | NHL        | 79            | 22            | 28            | 50            | 48            | 16       | 5        | 4        | 9        | 41       |
| 2012–13    | Phoenix Coyotes     | NHL        | 48            | 13            | 14            | 27            | 37            | —        | —        | —        | —        | —        |
| 2013–14    | Phoenix Coyotes     | NHL        | 69            | 23            | 24            | 47            | 34            | —        | —        | —        | —        | —        |
| 2014–15    | Arizona Coyotes     | NHL        | 79            | 14            | 22            | 36            | 65            | —        | —        | —        | —        | —        |
| 2015–16    | Arizona Coyotes     | NHL        | 72            | 28            | 19            | 47            | 98            | —        | —        | —        | —        | —        |
| 2016–17    | Arizona Coyotes     | NHL        | 74            | 6             | 21            | 27            | 48            | —        | —        | —        | —        | —        |
| NHL celkem | NHL celkem          | NHL celkem | 1540          | 402           | 570           | 972           | 1353          | 55       | 15       | 13       | 28       | 85       |